# Eugène Gauguet
Eugène Gauguet, né le 6 février 1872 à Quimper et mort le 9 avril 1943 à Paris, est un peintre et aquafortiste français.

## Biographie
Eugène Marie Gauguet est le fils Nicolas Laurent Adolphe Gauguet, officier du génie, et d'Aline-Marie Reine-Rosalie Fauger-Dupesseau.
Élève de Fernand Cormon, il expose au Salon à partir de 1908.
En 1912, il épouse Marthe Louise Paisseau ; Georges Le Bail et le peintre Louis-Marie Désiré-Lucas sont témoins du mariage.
Mention honorable en 1909, il obtient une médaille de troisième classe en 1912, une médaille de deuxième classe en 1922 et une médaille d'or en 1926.
Il suit la nouvelle mode de décoration d'intérieur et élève dans son appartement parisien des poissons exotiques.
Breton de cœur, il est le président de la société régionaliste Les Finistériens de Paris.
Il réalise également des affiches et collabore avec de nombreux journaux tels Le Rire, Le Sourire, L'Assiette au beurre ou Le Pêle-Mêle et illustre L'ère bretonne de Frédéric Le Guyader.
Il meurt à son domicile de la rue Chaptal, à l'âge de 71 ans.

## Œuvres exposées aux Salons parisiens
- L'Aiguillée, au Salon de 1908, eau-forte
- Marin aux filets, au Salon de 1909, eau-forte originale
- L'épave, au Salon de 1910, eau-forte originale
- Cendrillon, au Salon de 1911, eau-forte originale
- Vieille rue de Morlaix, en 1830, au Salon de 1912, eau-forte d'après Jules Noël
- Un Vétéran, au Salon de 1912, eau-forte originale
- Danse bretonne à La Martyre (Finistère) ; 1860, au Salon de 1913, eau-forte originale en couleurs
- Fontaine Médicis ; jardin du Luxembourg, au Salon de 1913, eau-forte originale en couleurs
- L'Homme au casque, au Salon de 1914, eau-forte d'après Rembrandt

## Distinctions
- Officier d'académie (1905)
- Officier de l'Instruction publique (1913)
- Chevalier de la Légion d'honneur (1931)[9].